# Кубок Ісландії з футболу 2010
Кубок Ісландії з футболу 2010 — 51-й розіграш кубкового футбольного турніру в Ісландії. Переможцем вдруге став Гапнарфйордур.

## Календар
| Раунд        | Дата              | Матчі | Клуби   |
| ------------ | ----------------- | ----- | ------- |
| Перший раунд | 6-13 травня 2010  | 23    | 75 → 52 |
| Другий раунд | 17-19 травня 2010 | 20    | 52 → 32 |
| 1/16 фіналу  | 2-3 червня 2010   | 16    | 32 → 16 |
| 1/8 фіналу   | 23-24 червня 2010 | 8     | 16 → 8  |
| 1/4 фіналу   | 1-12 липня 2010   | 4     | 8 → 4   |
| 1/2 фіналу   | 28-29 липня 2010  | 2     | 4 → 2   |
| Фінал        | 14 серпня 2010    | 1     | 2 → 1   |

## Регламент
У перших раундах брали участь команди з нижчих дивізіонів та аматори. Клуби Урвалсдейлду стартували з 1/16 фіналу.

## 1/8 фіналу
| Команда 1                | Рахунок      | Команда 2       |
| ------------------------ | ------------ | --------------- |
| 23 червня 2010           |              |                 |
| Фйолнір (2)              | 1:2          | КР              |
| Акранес (2)              | 0:1          | Троттур (2)     |
| Болунгарвік (3)          | 0:2          | Стьярнан        |
| Вікінгур (Оулафсвік) (3) | 3:2          | Фьярдабіггд (2) |
| Вікінгур (Рейк'явік) (2) | 1:3 дч       | Валюр           |
| 24 червня 2010           |              |                 |
| Гріндавік                | 1:1 пен. 4:5 | Акурейрі (2)    |
| Кеплавік                 | 2:3          | Гапнарфйордур   |
| Фількір                  | 0:2          | Фрам            |

## 1/4 фіналу
| Команда 1                | Рахунок      | Команда 2    |
| ------------------------ | ------------ | ------------ |
| 1 липня 2010             |              |              |
| Гапнарфйордур            | 3:0          | Акурейрі (2) |
| 12 липня 2010            |              |              |
| Фрам                     | 3:1          | Валюр        |
| КР                       | 3:2          | Троттур (2)  |
| Вікінгур (Оулафсвік) (3) | 3:3 пен. 5:4 | Стьярнан     |

## 1/2 фіналу
| Команда 1     | Рахунок | Команда 2                |
| ------------- | ------- | ------------------------ |
| 28 липня 2010 |         |                          |
| Гапнарфйордур | 3:1     | Вікінгур (Оулафсвік) (3) |
| 29 липня 2010 |         |                          |
| КР            | 4:0     | Фрам                     |

## Фінал
| 14 серпня 2010 21:00 (EEST) |

| Гапнарфйордур                                                    | 4:0      | КР |
| ---------------------------------------------------------------- | -------- | -- |
| Вільямссон 35' (пен.), 41' (пен.) А.Бйорнссон 75' А.Гуднасон 86' | Протокол |    |

| Лаугардалсволлур, Рейк'явік Глядачів: 5 438 Арбітр: Ерлендур Ерікссон |